# Duarte de Armas
Duarte de Armas, também grafado como Duarte d'Armas (Lisboa, 1465 – Lisboa?, 1???), foi um escudeiro da Casa Real e "debuxador" português.

## Biografia
Filho de Rui Lopes de Veiros, escudeiro da Casa Real, bacharel em Direito Canônico e notário apostólico, que exerceu as funções de escrivão da Livraria Régia e da Torre do Tombo.
Hábil no desenho ou "debuxo", foi encarregado por Manuel I de Portugal para levantar o estado das fortificações da fronteira com Castela, o que fez em planta e em panorâmicas, com as respectivas medidas, sinais cartográficos e notas explicativas, de Castro Marim a Caminha.
Além do chamado Livro das Fortalezas (Códices A e B), conhecemos apenas a referência a mais dois trabalhos deste profissional, também a mando de D. Manuel:
- O levantamento das barras das praças de Azamor, Mamora, Salé e Larache, na costa de Marrocos, como integrante da Armada de D. João de Meneses em 1507 (Damião de Góis. Chronica do Felicissimo Rei Dom Emanuel. Lisboa, 1566, Parte II, Cap. XXVII.); e
- O debuxo de uma antiquíssima estátua equestre existente na ilha do Corvo (Damião de Góis. Chronica do Principe Dom Joam, rei que foi destes regnos, segundo de nome (...). Lisboa, 1567, Capítulo IX.)

Acredita-se que em 1516 ainda vivia e trabalhava, em Lisboa, onde terá morrido em data ignorada.